# Homma Masaharu
Masaharu Homma (本間雅晴 27 de noviembre de 1888-3 de abril de 1946) fue un general japonés que destacó en la Segunda Guerra Mundial.

## Inicios
Homma nació en Sado, Prefectura de Niigata, y estudió en la Escuela Militar Especial, siguiendo la tradición militar de la familia. Al iniciarse la Primera Guerra Mundial, ingresó a la Academia de Guerra. En 1918, fue enviado como observador en la Fuerza Expedicionaria Británica al frente occidental.
Entre 1930 y 1932, vive en Londres en calidad de agregado militar. Luego regresa a Japón, donde sirve en el Estado Mayor pero luego es nombrado Jefe de Prensa del Ministerio de Guerra. En 1933 recibe el mando del 1.er Regimiento y en 1935 el de la 32.ª Brigada. En 1936 volvió a formar parte del Estado Mayor.
Homma fue nombrado ayudante de campo del príncipe Chichibu en 1937. Ese mismo año, es nombrado jefe del 2.º Departamento del Estado Mayor, y al iniciarse la segunda guerra sino-japonesa, estudia la posibilidad de que la Unión Soviética ataque a Japón, pero concluye que las purgas estalinistas lo hacen poco probable. Luego de la masacre de Nankín, declara públicamente que la paz con China debe ser conseguida para evitar un desastre.
En 1938, es nombrado Comandante de la 27.ª División, que combatía en China, y es nombrado teniente general, el cargo más alto que recibiría.  En 1940, es puesto al mando de las fuerzas japonesas en Taiwán, bajo administración nipona desde la primera guerra sino-japonesa.

## Conquista de Filipinas

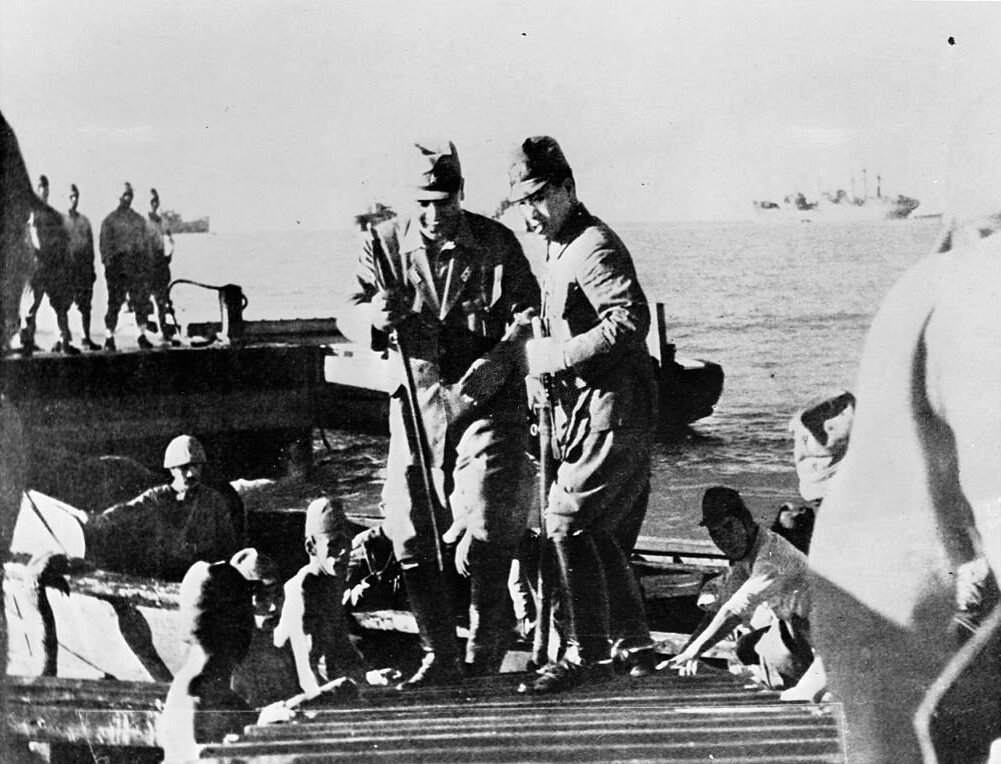
El comandante Homma desembarca en el golfo de Lingayen, Filipinas, en Navidad de 1941.

En 1941, recibe el mando del 14.º Ejército, que ejerce junto con su mando anterior. Homma recibe el encargo de conquistar las Filipinas, protectorado estadounidense, que era defendido por fuerzas nativas y norteamericanas, bajo el mando del general Douglas MacArthur. Su segundo al mando era el coronel Masanobu Tsuji, cuyas acciones insubordinadas y no consentidas por Homma perjudicarían gravemente su prestigio militar.
El 22 de diciembre, los hombres de Homma empiezan a desembarcar en Luzón, sin encontrar casi resistencia. El 1 de enero de 1942, Manila esta casi rodeada por los japoneses, y Homma ordena el cese del avance para que sus tropas se aseen, de esta manera, el General cree prevenir que sus hombres entren desorganizadamente a la ciudad y se dediquen al pillaje. Luego de que MacArthur y sus hombres escapasen a Bataan, Homma comunica a Tokio que la batalla casi termina, y como resultado su mejor división, la 48.ª, es enviada a la invasión de Java.
Homma cantó victoria prematuramente, las fuerzas filipino-estadounidenses resistieron tenazmente en Bataan, y luego de sufrir 17 mil bajas en esa península, la mayoría por malaria y disentería, el general se vio obligado a solicitar refuerzos a Tokio, quienes lo rechazaron tres veces. Aunque Homma sabía que los defensores de Bataan estaban aislados y que eventualmente se quedarían sin alimentos, continuó lanzando ofensivas, porque mantener un sitio era inaceptable para él y el Alto Mando.
El 11 de marzo, MacArthur escapó a Australia desde Corregidor, una isla situada frente a Bataan, y esto convenció al primer ministro japonés, el general Hideki Tōjō, de que Homma era incapaz de derrotar a las fuerzas enemigas sin ayuda. Luego de recibir refuerzos, Homma lanzó una nueva ofensiva el 2 de abril, que obtuvo resultados positivos, y el 9 de abril las tropas en Bataan se rindieron incondicionalmente.

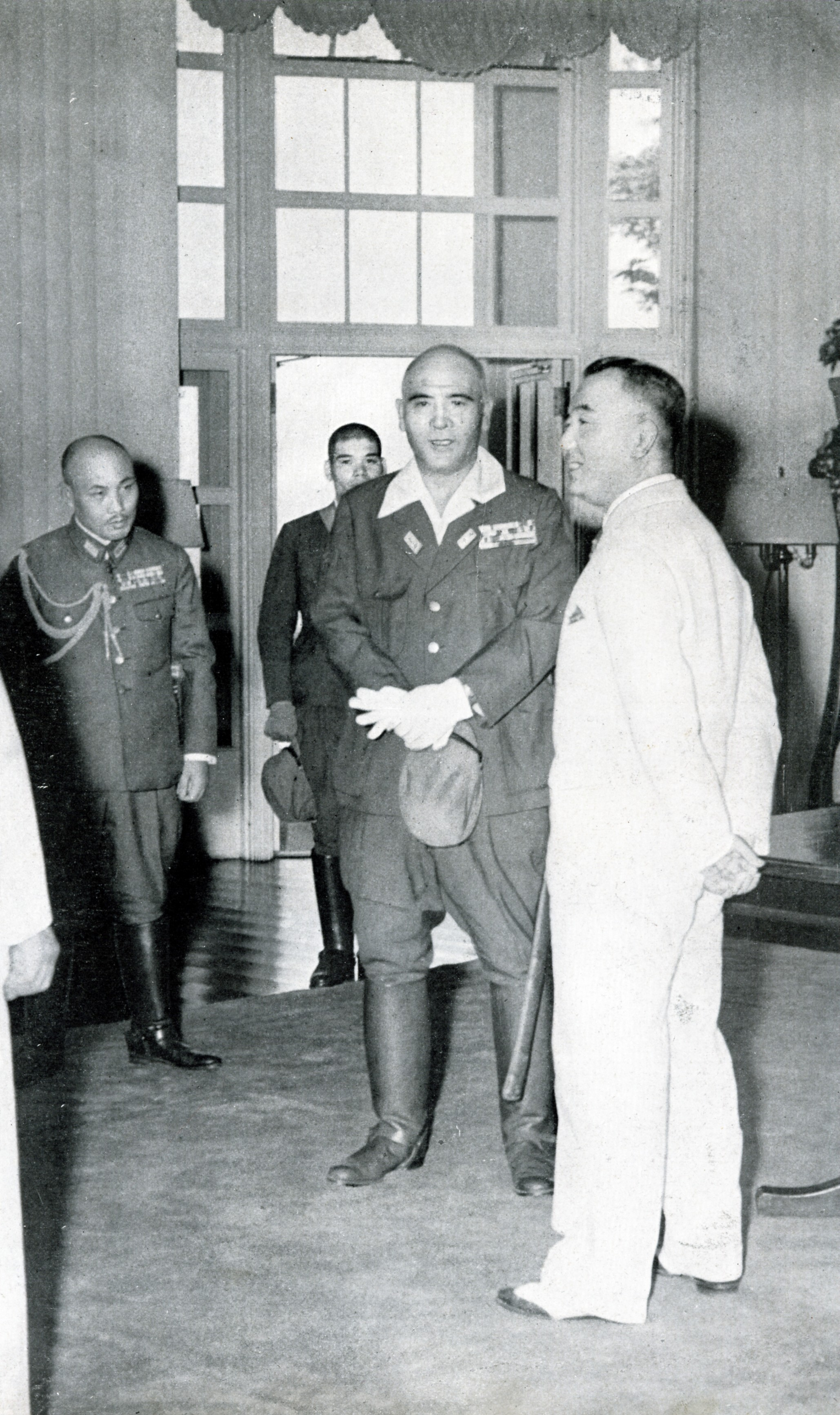
El General Homma con Jorge B. Vargas, en junio de 1943.

Antes de lanzar la ofensiva final en Bataan, Homma encargó al Mayor General Yoshikata Kawane que planificara el transporte de los prisioneros de guerra a los campos preparados con anticipación. Kawane presentó a Homma un plan para transportar un estimado de 25 mil prisioneros, pero en realidad se capturaron 76 mil. Homma se retiró luego a preparar el asalto a Corregidor, y no fue sino hasta dos meses después cuando descubrió que murieron más filipinos y estadounidenses en su marcha al cautiverio desde Bataan que en la batalla en sí. Este episodio fue conocido como la "marcha de la muerte".
El 4 de mayo se iniciaron los desembarcos japoneses en Corregidor, y al mediodía del día siguiente los defensores se rindieron. El general estadounidense Jonathan Wainwright rehusó inicialmente a rendir todas sus fuerzas en Filipinas, e intentó rendir solamente Corregidor. Homma sabía, gracias a mensajes interceptados, que Wainwright era el Comandante en Jefe desde la marcha de MacArthur, y se sintió ofendido por su actitud, por lo que se marchó a Manila.
A espaldas de Homma, el coronel Masanobu Tsuji emitió varias órdenes verbales a diversos comandantes subordinados a Homma, instándolos a ejecutar a todos los prisioneros de guerra, incluyendo a los filipinos, creando con el ello el estigma hacía el ejército japonés como hordas de criminales despiadados.
Gracias a estas órdenes falsas emitidas en nombre de Homma se realizaron varias ejecuciones. Mientras Homma estaba ocupado en el asalto a Corregidor, se ordenó la ejecución del Jefe de Justicia filipino, José Abad Santos. Homma logró anular esta orden, pero Tsuji emitió una contraorden, y Santos fue ejecutado. A pesar de que Homma regañó a sus oficiales por haberse dejado influenciar por Tsuji, esto no impidió que las ejecuciones de los prisioneros de guerra cesaran.
Por su parte, Homma ordenó respetar las costumbres y la religión de los filipinos. Además, suprimió la propaganda japonesa, que pregonaba que los estadounidenses habían explotado a los filipinos, y cuando su superior, el General Conde Hisaichi Terauchi, le recriminó esta acción, Homma respondió que dicha publicidad era falsa. Terauchi envió un reporte adverso sobre Homma a Tokio, y esto motivó que varios subordinados de este último emitieran órdenes contrarias a las de Homma, influenciados por Tsuji.
Cuando Homma intervino de nuevo para salvar al general Manuel Roxas, ex-portavoz de la Cámara de Representantes filipina, recibió otra reprimenda de Terauchi. Sin embargo, poco después, Homma ordenó la liberación de todos los prisioneros de guerra filipinos. De inmediato, Homma fue relevado deshonrosamente del mando y forzado al retiro. No se le permitió realizar el informe tradicional que los comandantes realizaban ante el Emperador, lo que constituía una humillación.

## Juicio y ejecución

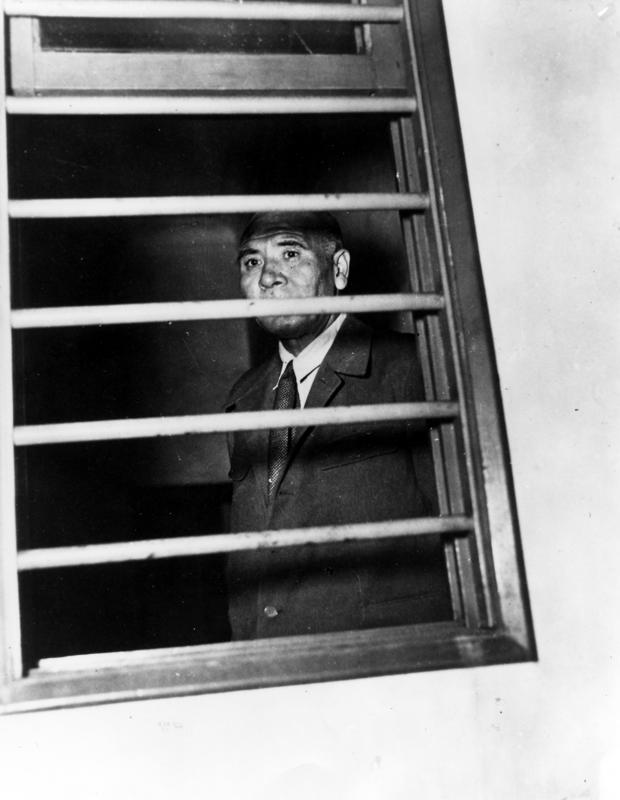
Homma en espera de su juicio.

Al finalizar la guerra, Homma fue arrestado y juzgado en un tribunal militar estadounidense en Manila. Al igual que al general Tomoyuki Yamashita, se le acusó de negligencia, al haber permitido que unidades bajo su mando cometieran excesos en la marcha de la muerte de Bataan, acusación sin precedentes hasta entonces. Homma declaró no haber tenido conocimiento de estos actos hasta finalizada la batalla en Corregidor y se declaró inocente. MacArthur seleccionó a la Comisión que juzgó a Yamashita y Homma, así como a los fiscales y a la defensa. El teniente coronel Frank Meek lideró a la Fiscalía y John Skeen Jr. encabezó el equipo de defensa de Homma, ninguno de los miembros de la defensa tenía mucha experiencia en juicios de naturaleza criminal. Desde Tokio, MacArthur ordenó la rápida culminación del juicio y rechazó la solicitud que hizo la defensa de recibir más tiempo.
El 11 de enero de 1946, la Comisión, compuesta por cinco generales estadounidenses sin estudios legales, declaró culpable a Homma y lo sentenció a muerte.
En la madrugada del 3 de abril, Homma fue ejecutado por un pelotón de fusilamiento en la prisión militar de Los Baños, Filipinas. Antes de morir, Homma expresó preferir ser ejecutado que ser condenado a cadena perpetua. El Juez Asociado de la Corte Suprema Frank Murphy expresó su descontento en la forma en que se llevó el juicio, advirtiendo que los juicios no se debían rebajar a "vengativas purgas sangrientas". En la actualidad tanto su muerte como la del general Yamashita se consideran una venganza por haber humillado a los ejércitos de las potencias occidentales, en el caso de Homma por haber derrotado a MacArthur.
Homma debía ser enterrado en el Santuario Yasukuni, donde también fueron enterrados la mayoría de soldados japoneses que murieron durante el asalto a Corregidor, pero temporalmente fue enterrado en una plantación de caña de azúcar en Filipinas. En 1953 se aprobó la exhumación de su cuerpo junto con el del general Yamashita para ser enviados a Japón, pero estos no pudieron ser encontrados.

## Vida personal
El general Homma estaba casado con Fujiko Homma, con quien tuvo un hijo y una hija. En un intento de salvar la vida de su esposo, la Sra. Homma concedió una entrevista a un periódico y se presentó en el juicio, acciones que iban contra la costumbre japonesa.